# Avon Championships of California 1980
L'Avon Championships of California 1980 è stato un torneo di tennis giocato sul sintetico indoor. È stata la 10ª edizione del torneo, che fa parte del WTA Tour 1980. Si è giocato all'Oakland-Alameda County Coliseum Arena di Oakland negli USA dall'11 al 17 febbraio 1980.

## Campionesse

### Singolare
Martina Navrátilová ha battuto in finale  Evonne Goolagong Cawley con il punteggio di 6–1, 7–6(4).

### Doppio
Sue Barker /  Ann Kiyomura hanno battuto in finale  Greer Stevens /  Virginia Wade con il punteggio di 6–0, 6–4.